# Neliana impolluta
Neliana impolluta là một loài côn trùng trong họ Babinskaiidae thuộc bộ Neuroptera. Loài này được Martins-Neto miêu tả năm 1997.